# Ермолкин, Иван Ефимович
 Ива́н Ефи́мович Ермо́лкин (25 марта 1907 года — 7 сентября 1943 года) — советский военачальник, во время Великой Отечественной войны дивизия под его командованием участвовала в обороне Сталинграда.

## Биография
Родился в 1907 году в селе Орловка ныне Будённовского района Ставропольского края. Русский.
Дальнейшие сведения о жизненном пути и военной карьере И. Ермолкина весьма обрывочны. В 1929 году вступил в ряды ВКП(б). В Красной Армии с 1931 года. С первых дней Великой Отечественной войны участвовал в боях и 28 июня был ранен.
В должности командира 15-го механизированного полка 7-й механизированной дивизии участвовал в выводе войск из окружения под Киевом.
В составе 112-й стрелковой дивизии участвовал в боях на дальних подступах к Сталинграду. 9 августа 1942 года после гибели командира дивизии И. П. Сологуба принял командование соединением. В августе дивизия включена в состав 62-й армии, которая под мощными ударами немецких войск откатилась к Сталинграду и заняла оборону в городе. На различных этапах кровопролитного сражения за город дивизия участвовала в сотнях боёв: в районе Мамаева Кургана, Тракторного Завода, долины Мокрая Мечетка, посёлка Баррикады.
Командующий 62-й армией В. И. Чуйков отмечал:

 Дивизия была особенно искусна в манёвре, что, конечно, является заслугой её командира и штаба. Она всегда поспевала к самым горячим делам, мужественно отражая удары численно превосходящего врага.
Нередко оказываясь на направлении главного удара немецких войск, дивизия несла большие потери. В ходе боёв Иван Ефимович был контужен.

"…Личный состав дивизии (112-й сд) проявил высокую стойкость в оборонительных боях на дальних и ближних подступах к Сталинграду и особенно в боях на окраинах и внутри города. Однако, несмотря на героизм личного состава, командир дивизии полковник Ермолкин И.Е. в штаб армии сообщал ложную информацию о состоянии своих частей, неоднократно добиваясь перед Военным советом фронта и 62-й армии разрешения на вывод штаба дивизии и штабов полков на левый берег р. Волга. Он докладывал, что дивизия разбита и имеет в наличии лишь 30 штыков, преуменьшив тем самым состав дивизии в 23 раза (на 20 октября 1942 г. в ней насчитывалось 638 человек). Кроме того, донесения Ермолкина И.Е. носили пораженческий характер, он доказывал безнадежность дальнейшего сопротивления противнику при обороне Сталинграда. В связи с этим, Постановлением Военного совета фронта полковник Ермолкин И.Е. был отстранен от командования с понижением в должности до командира стрелкового полка…"

Постановлением Военного совета 62-й армии № 013 от 25.10.1942 г. полковник Ермолкин И.Е. от должности был отстранен, направлен в Военный совет Сталинградского фронта для предания его суду военного трибунала, Приказом по войскам Сталинградского фронта № 050 от 03.11.1942 г. Постановление Военного совета 62-й армии было утверждено с резолюцией: за проявленную трусость от занимаемой должности отстранить и предать суду военного трибунала.— Великая Отечественная: Комдивы, Военный биографический словарь. Том III. - М.: Кучково поле, 2012, стр. 943
7 сентября 1943 года в ходе Брянской наступательной операции машина, в которой находился Иван Ефимович Ермолкин подорвалась на мине. Очевидцы рассказывали, что на месте подрыва были обнаружены фрагменты тел. В этот момент занимал должность заместителя командира 169-й стрелковой дивизии.
Похоронен в братской могиле в посёлке Навля Брянской области.